# Козловский сельсовет (Барабинский район)
Козловский сельсовет — сельское поселение в Барабинском районе Новосибирской области Российской Федерации.
Административный центр — село Новокозловское.

## История
Статус и границы сельского поселения установлены Законом Новосибирской области от 2 июня 2004 года № 200-ОЗ «О статусе и границах муниципальных образований Новосибирской области»

## Население
| 2002 | 2010  | 2012  | 2013 | 2014 | 2015 | 2016 |
| ---- | ----- | ----- | ---- | ---- | ---- | ---- |
| 1291 | ↘1045 | ↘1026 | ↘980 | ↘941 | ↘897 | ↘885 |
| 2017 | 2018  | 2019  | 2020 | 2021 |      |      |
| ↗894 | ↘860  | ↘844  | ↘842 | ↘826 |      |      |

## Состав сельского поселения
| № | Населённый пункт | Тип населённого пункта       | Население |
| - | ---------------- | ---------------------------- | --------- |
| 1 | Арисово          | посёлок                      | ↘216      |
| 2 | Новокозловское   | село, административный центр | ↘606      |
| 3 | Пензино          | деревня                      | ↘223      |

### Упразднённые населённые пункты
- Межозёрный — упразднённый в 1978 году посёлок.
- Новочерновая — упразднённая в 1963 году деревня.
- Новошелковниково — упразднённый в 1985 году посёлок.
- Ольгино 1-е — упразднённая в 1968 году деревня.
- Толчино — упразднённая в 1963 году деревня.